# 马琳·弗林克
马琳·弗林克（瑞典語：Malin Flink，1974年9月4日—），瑞典女子足球运动员，场上位置是中场。她曾代表瑞典国家队参加1995年国际足联女子世界杯，结果队伍获得第五名。